# Бадага (народ)
Бадага — народ, що проживає на півдні Індії в штаті Тамілнад. Населяє долину Нілґірі — Блакитних гір. Чисельність населення — 170 тисяч чоловік. Релігія — індуїзм.

## Мова
Розмовляють на мові бадага, що відноситься до дравідійської сім'ї.

## Побут
Житло — великий кам'яний будинок, розділений на дві кімнати і кладовки. Більшість бадага — вегетаріанці. Обов'язкова частина кухні — страви із картоплі, капусти, кропиви і спецій.

## Традиційні заняття
Ручне землеробство і городництво. Продукцію землеробства вимінюють на ремісничі вироби народу кота. Виплачують 1/6 частину урожаю скотарям тодам за землю. Багато бадага працюють на плантаціях, лісозаготівлі і будівництві доріг.

## Традиційний одяг
Для мужчин — пов'язки на стегнах, плащі і тюрбани із шовку або бавовни.
Для жінок — бавовняні косинки, тканини для драпірування грудей і стегон. Велика кількість різноманітних прикрас, в том числі і золотих. Характерні татуювання. Дівчаткам збривають волосся на голові, залишаючи чуб і пасмо на потилиці.

## Суспільство
Бадага деіляться на 18 патрилінійних родів, що нагадують касти різними соціальними статусами. Шлюб неолокальний, невелика сім'я. Зустрічається полігінія, розповсюджений левірат.

## Культура
Збереження культу предків. Крім індуїзму, поклоняються древньому божеству Друугу.